# 構圖
構圖（英語：Composition）是在視覺藝術中常用的技巧和術語。特別是繪畫、平面設計與攝影中經常用到構圖這個字。一個好的構圖，可以將平凡的東西變得無與倫比，突出主題；相反，一個不好的構圖，則會將一個有魅力的主角變得俗不可耐，降為閒角。
構圖可說是安排與組合的經驗手法。將對比的東西分為主體與客體，或是前景與背景。將協調的物體用三角軸或是斜線來排列，將光與影變成有情感的組合，這些都是構圖的手法。在超現實主義畫派的構圖當中，以不同的透視點來安排物體，是典型的構圖風格。

## 相關
- 三分法